# Nukapedia
Nukapedia é uma wiki sobre o universo fictício de Fallout. Abrange todos os videojogos de Fallout, assim como todo o conteúdo relacionado a Fallout. A Nukapedia é executado no MediaWiki e atualmente faz parte da rede Wikia. 
O site apoia muitas wikis do universo de  Fallout em outras línguas que operam independentemente do site principal, mas oferecem um link de tradução entre eles; estas línguas incluem búlgaro, chinês, holandês, francês, alemão, húngaro, italiano, japonês, norueguês, polaco, português, russo, espanhol, sueco, turco e ucraniano.

## História e descrição
Nukapedia traça sua história de volta a wiki The Vault, que foi fundada por Paweł Dembowski e lançada em 7 de fevereiro de 2005, inicialmente hospedada em um fansite de Fallout chamado Duck and Cover,  como uma fonte de informação geral sobre Fallout. Seu objetivo era continuar o trabalho iniciado pelo desenvolvedor do Fallout 2 Chris Avellone em sua Fallout Bible, que deveria ser um guia de referência para o universo fictício de Fallout, mas foi abandonado depois que Avellone saiu da Black Isle Studios. Depois do lançamento, a wiki se expandiu para incluir toda a série Fallout. Em outubro de 2011, o The Vault foi dividido por seu fundador e muitos dos administradores mudaram a marca do The Vault para o FalloutWiki.com e, posteriormente, o fallout.gamepedia.com, ambos hospedados pela Curse, junto com uma cópia de todo o conteúdo existente naquela época. Apesar disso, grande parte da comunidade, e do tráfego, permaneceu no local original e se renomeou como Nukapedia. Concentrando-se imediatamente no crescente conteúdo, a cobertura contínua do processo judicial entre a proprietária da franquia Fallout, Bethesda Softworks, e a ex-proprietária Interplay Entertainment, ajudou a estabelecer seu domínio após a separação.
Antes da divisão, em uma entrevista com a Eurogamer, o fundador do wiki afirmou que ele foi usado até mesmo como fonte pelos desenvolvedores de jogos recentes de Fallout, citando um exemplo de lore em Fallout 3 sendo influenciado pelo The Vault.